# Evangeličanska cerkev Primoža Trubarja, Ljubljana
Evangeličanska cerkev Primoža Trubarja, prej Kristusova cerkev (Christuskirche) je edina cerkvena stavba Evangeličanske cerkve augsburške veroizpovedi v Ljubljani. Dokončana je bila leta 1851 in posvečena leta 1852.

## Arhitektura in notranja oprema
Cerkev ima obliko bazilike v novoromanskem slogu in s pravokotnim tlorisom. Ob cerkveni ladji se nahaja zvonik s tremi zvonovi na kvadratnem tlorisu.
V notranjosti cerkve je lesena prižnica, na katero vodi dvoje stopnic iz leve in desne strani. Na zidu za prižnico visi oljna slika Pavla Künla iz leta 1852, na kateri je upodobljen Jezus s Samarijanko ob Jakobovem vodnjaku. Orgle Franceta Goršiča iz leta 1888 imajo 12 registrov in 2 manuala.

## Zgodovina cerkvene občine in cerkve
Evangeličansko cerkev v Ljubljani so ustanovili reformatorji, med njimi Primož Trubar, ki je leta 1550 izdal slovenski prevod katekizma, in Jurij Dalmatin, katerega slovenski prevod Svetega Pisma je izšel leta 1584. Protestantizem, ki je na Kranjskem prevladoval predvsem pri plemstvu in meščanstvu, je protireformacija zatrla tako temeljito, da na Kranjskem ni bilo več evangeličanskih občin, saj protestanti niso mogli več javno izražati svoje vere. Tolerančni patent iz leta 1781 pod Jožefom II. je predvideval svobodo vere, v Ljubljani v 18. stoletju pa protestantov ni bilo več.
Na začetku 19. stoletja se je v Ljubljano priselilo nekaj protestantov, predvsem trgovcev iz nemško govorečega območja ter nekaj vojakov in častnikov. Prva bogoslužja je leta 1818 v privatnih stanovanjih vodil beljaški duhovnik L. E. Blume. Oblasti v Ljubljani so zatrle prizadevanja protestantov, da bi redno izvajali javna bogoslužja. Na pogrebu švicarskega kavarnarja A. Capretza je bil navzočen duhovnik Wolf, ki ni smel izvesti evangeličanskega pogreba. Kmalu potem je Capretz v dvorani Nemškega viteškega reda (danes Križanke) vodil prvo javno evangeličansko bogoslužje v Ljubljani po več kot 200 letih. V naslednjih letih pa so oblasti javna evangeličanska bogoslužja zatirale, tako da so se evangeličani morali srečevati v privatnih domovih. Pomembno vlogo je pri tem imel trgovec Gustav Heimann (1809–1870), v katerega privatni hiši so pogosto imeli evangeličanska druženja.
1848 je habsburška monarhija priznala evangeličansko cerkev v Avstriji kot enakopravno cerkev ter ji dala pravico, da lahko gradi svoje cerkve s portalom in zvonikom z zvonovi. 1849 je Gustav Heimann za evangeličansko cerkev nabavil zemljišče na Celovški cesti, današnji Gosposvetski cesti. Ljubljanski evangeličani, katerih je bilo okoli 200 in ki so do tedaj spadali pod Tržaško cerkveno občino, so 8. oktobra 1850 z dekretom dobili pravico, da ustanovijo svojo občino. Evangeličansko cerkveno občino v Ljubljani so ustanovili 27. oktobra 1850 v Virantovi hiši na Jakobovem trgu. Vodstvo občine je prevzel Gustav Heimann, in arhitektu Gustavu Lahnu so naročili načrtovanje cerkve. Gradbeno dovoljenje za cerkev so izdali 10. avgusta 1850. 21. aprila 1851 so izvolili Ludwiga Theodorja Elzeta iz Dessaua za župnika. Njegovega bratranca, cerkvenega glasbenika in skladatelja Carla Friedricha Clemensa Theodorja Elzeta so zaposlili kot organista. Konec leta 1851 je evangeličanska občina v Ljubljani imela že 332 članov. Društvo Gustava Adolfa, nemško evangeličansko društvo, ki še do danes podpira majhne evangeličanske cerkve po svetu, je prevzelo največji delež financiranja.
Gradnjo cerkve so dokončali 25. septembra 1851. Med pospravljanjem gradbenega materiala je en delavec padel z odra in se je smrtno ponesrečil. Kot prva evangeličanska cerkev v Avstriji je stavba imela majhen zvonik, katerega zvonove so ljudje slišali po ulicah. V majhno kupolo na strehi so položili nekaj dokumentov o nastanku evangeličanske cerkve. 1852 so na steni za prižnico pripeli oljno sliko slikarja Pavla Künla, na kateri je upodobljen Jezus s Samaritanko pri Jakobovem vodnjaku. Poteze na obrazu Samaritanke so podobne eni izmed Heimannovih hčera. 6. januarja 1852 so cerkev blagoslovili in poimenovali Kristusova cerkev. Istega dne so inštalirali duhovnika Ludwiga Theodorja Elzeta. Zaradi velikega števila obiskovalcev ja veliko ljudi stalo zunaj cerkve v mrazu.
12. septembra 1853 so začeli s prizidavanjem župnišča in šole k cerkvi. 22. maja 1855 so odprli evangeličansko šolo in zaposlili kot prvega učitelja Augusta Mebusa iz Angelroda. Septembra 1856 je cerkvena občina nabavila zemljišče pri Navjah, na katerem so aprila 1857 odprli evangeličansko pokopališče. Duhovnik Elze ja imel pomembno vlogo tudi kot teolog, ki je pisal o zgodovini slovenske protestantske književnosti in o njenih avtorjih (Trubar, Dalmatin, Bohorič), pri čemer se je tudi ukvarjal z vplivom tübinške univerze nanje. Po sporu s kuratorjem Gustavom Heimannom je 19. februarja 1865 odstopil.
Od decembra 1866 do odhoda na Dunaj leta 1880 je bil duhovnik v Ljubljani Otto Schack iz Hessna. Njemu je sledil August Knieszer iz Ogrske, ki je moral leta 1892 odstopiti zaradi nepravilnosti pri opravljanju dožnosti. V njegovem času so leta 1890 zaprli šolo. 1888 je cerkev dobila nove orglice von Franceta Goršiča z 12 registri in dvema manualoma.
1892 je postal župnik v Ljubljani Hans Jaquemar. Pri potresu v Ljubljani 14. in 15. aprila 1895 je bila cerkev poškodovana. Jaquemar je zato potoval po Nemčiji in zbiral denar v obnovitev. Tako so cerkev lahko obnovili in tudi izgradili. Vgradili so kurjavo in okoli cerkve so zgradili novo ograjo. Leta 1897 so ob cerkveni ladji so dokončali nov večji zvonik s tremi zvonovi. 31. marca 1901 so odprli evangeličanski vrtec. Istega leta so v Celju ustonovili novo cerkveno občino. Leta 1902 je duhovnik Jaquemar šel v St. Pölten.
11. februarja 1906 so inštalirali kot duhovnika Ottmarja Hegemanna. 1907 je zvonik dobil uro. V Prvi svetovni vojni so zvonove 1916 za vojne namene zaplenili in Hegemanna kot vojnega kuratorja poslali na fronto, kjer je bil septembra 1917 ubit. Septembra 1918 je postal evangeličanski duhovnik v Ljubljani Erwin Schneider.
Z ustanovitvijo Kraljevina Srbov, Hrvatov in Slovencev je evangeličanska občina padla v globoko krizo. Že leta 1918 so po epidemiji gripe zaprli vrtec. Leta 1919 je 35 evangeličanskih družin moralo deželo zapustiti, duhovnika Schneiderja pa so poslali v Zagreb. Izmed druženj je obstajalo do leta 1945 le Ljubljansko evangeličansko ćensko društvo. Anton Chraska je 1919 vodil bogoslužja v slovenskem jeziku, zaradi sestave članstva pa je v cerkveni občini do 1945 prevladovala nemščina.
Po Drugi svetovni vojni so nove socialistične oblasti na podlagi Odloka AVNOJ-a z dne 21. novembra 1944 cerkev in župnišče kot last pripadnikov nemške narodnosti zaplenili. Iz cerkve so odstranili klopi ter v njej odprli mizarsko delavnico, ki je izdelovala kulisa za Ljubljansko dramo. Od notranje opreme so se ohranile le oltarska slika in orglice. V župnišču so se naselili najemniki.
V sledečih desetletjih se je število evangeličanov v Ljubljani predvsem zaradi priseljevanja iz Prekmurja spet povečalo. 1953 so oblasti ljubljanskim evangeličanom spet dovolili uporabo cerkve, ki je sicer bila še zmeraj v državni lasti. Bogoslužja so imeli najprej neredno, od leta 1976 pa redno ob nedeljah in praznikih. Vodili so jih duhovniki iz cerkvenih občin v Prekmurju.
1985 so v ljubljansko evangeličansko cerkveno občino kot duhovnika delegirali kaplana Gezo Fila. 1988 je cerkvena občina najela pisarno in dvorano v podržavljenem župnišču. 1989 je bil Geza Filo inštaliran kot ljubljanski duhovnik.
11. avgusta 1992 je evangeličanska cerkvena občina v Ljubljani cerkev in župnišče v okviru denacionalizacije dobila nazaj. Cerkev in župnišče so v naslednjih letih do leta 1997 obnovili. 6. junija 1999 so cerkev poimenovali po Primožu Trubarju.

## Cerkvena občina danes
Evangeličanska cerkvena občina v Ljubljani trenutno počasi raste. Vsako nedeljo in vsak praznik je ob enajsti uri bogoslužje. Poleg tega so nekajkrat na leto bogoslužja v nemškem ali angleškem jeziku.